# Biddinghuizen
Biddinghuizen est un village néerlandais situé dans la commune de Dronten, dans la province du Flevoland. Le 1er janvier 2015, le village compte 6 138 habitants.
Biddinghuizen est un nouveau village, habité depuis le 10 octobre 1963 et créé de toutes parts dans le nouveau polder de l'Oostelijk Flevoland ou Flevoland de l'Est. Chaque année, au mois d'août, s'y tient le Lowlands Festival, l'un des plus importants festivals musicaux des Pays-Bas. Aussi chaque année, au mois de juin, s'y tient le festival hardstyle le Defqon.1.

## Lieux et monuments
Le parc d'attractions Walibi Holland est situé au sud-est du village. Le site a accueilli dans un premier temps le parc à thèmes Flevohof.